# Marsaneix
Marsaneix là một xã của Pháp, nằm ở tỉnh Dordogne trong vùng Aquitaine của Pháp. Xã này có diện tích 23,85 km2, dân số năm 2004 là 882 người. Xã nằm ở khu vực có độ cao trung bình 220 m trên mực nước biển.

## Thông tin nhân khẩu
Nguồn: INSEE  và Cassini 
| 1793 | 1800 | 1806 | 1821  | 1831 | 1836 | 1841  | 1846 | 1851  |
| ---- | ---- | ---- | ----- | ---- | ---- | ----- | ---- | ----- |
| 694  | 660  | 758  | 1 103 | 984  | 912  | 1 012 | 963  | 1 005 |

| 1856 | 1861 | 1866 | 1872 | 1876 | 1881 | 1886 | 1891 | 1896 |
| ---- | ---- | ---- | ---- | ---- | ---- | ---- | ---- | ---- |
| 977  | 954  | 922  | 851  | 876  | 867  | 858  | 818  | 747  |

| 1901 | 1906 | 1911 | 1921 | 1926 | 1931 | 1936 | 1946 | 1954 |
| ---- | ---- | ---- | ---- | ---- | ---- | ---- | ---- | ---- |
| 702  | 716  | 715  | 600  | 593  | 594  | 607  | 528  | 505  |

| 1962                                         | 1968 | 1975 | 1982 | 1990 | 1999 | 2004 | - | - |
| -------------------------------------------- | ---- | ---- | ---- | ---- | ---- | ---- | - | - |
| 492                                          | 476  | 459  | 585  | 726  | 786  | 882  | - | - |
| Số liệu kể từ 1962 : dân số không tính trùng |      |      |      |      |      |      |   |   |